# Ухтижемлаг
Ухто-Ижемский исправительно-трудовой лагерь НКВД (Ухтижемлаг) системы ГУЛАГ существовал на территории Коми АССР в 1938—1955 годах. Специализировался на добыче и переработке нефти, газа, асфальтита и радия.

## История
В 1920-х годах в бассейн реки Ижмы отправлялись экспедиции, обнаружившие запасы нефти. Для её добычи в 1931 году был учреждён Ухтпечлаг с управлением в посёлке Чибью (Ухта). Позже при анализе вод из скважин в них был найден радий в количестве 7,6 миллиграмм на тысячу тонн воды — наиболее насыщенная радием вода в мире. Его добыча была организована на так называемом «водном промысле», где разросся посёлок Водный. В 1930-х годах был обнаружен ряд месторождений углеводородов: Ярегское месторождение тяжёлой нефти (где были вынуждены прибегнуть к первой в стране шахтной выработке нефти), Югидское (Малокожвинское) нефтяное месторождение, Седъельское газовое месторождение. В Чибью построили нефтеперегонный и ремонтно-механический заводы. Была начата добыча асфальтита из вкрапленных руд на Верхне-ижемской месторождении. Большой террор привёл к быстрому притоку в лагерь рабочий силы, из-за чего 10 мая 1938 года лагерь был разделён на 4: Ухтижемлаг, Воркутлаг, Севжелдорлаг и Устьвымлаг. Администрация Ухтижемлага, чья хозяйственная территория достигала 50 тысяч квадратных километров, осталась в Чибью, его начальником стал руководитель Ухтпечлага Иоссем-Мороз. Первоначально структурно лагерь делился на «промыслы», затем — на отдельные
лагерные номерные пункты (ОЛПы).
В августе Мороз был арестован за невыполнение планов выработки. Также ему вменялось сотрудничество с «врагами народа»: он предпочитал ставить на важные производственные посты квалифицированных специалистов, большинство из которых были осуждены за контрреволюционную деятельность. Директивы указывали на необходимость приучать политических заключённых из угнетаемых теперь классов к тяжёлому физическому труду, а к руководству привлекать уголовников, блатных заключённых. Для этого в лагере было организовано обучение по производственным специальностям, как без отрыва, так и с отрывом от производства. Начальники участков противодействовали обучению, особенно с отрывом от производства, поскольку это приводило к снижению выработки на их участках. По этой причине в первые годы план обучения выполнялся лишь наполовину. Блатные обычно были не в состоянии сдать экзамены после обучения, и через несколько лет вернулись к практике привлечения политических. Арест Мороза не помог лагерю улучшить производительность, промыслы ещё продолжительное время не могли выйти на плановые показатели. К тому же, до 1940 года Ухтижемлаг не получал достаточного финансирования и снабжения. С началом войны, когда снабжение большинства лагерей ГУЛАГА ухудшилось, Ухтижемлаг, занимавшийся производством дефицитного сырья, получил привилегированное положение.
7 октября 1941 года был издан приказ НКВД СССР « О возложении на Ухтижемлаг НКВД строительства завода „Нефтегаз“».
Ухтижемлаг, как и соседние лагеря европейского Севера, имел относительно большое, в сравнении с другими лагерями ГУЛАГА, количество вольнонаёмных работников, однако заключённых было подавляющее большинство. Одной из главных проблем для них был голод. «Положение о довольствии» Ухтпечлага 1937 года после войны было представлено в Экономическом и Социальном Совете ООН представительницей Международной конфедерации свободных профсоюзов Тонни Зендер: по нему, паёк равнялся 1293 калориям, в то время как мужчине на сидячей работе нужно 2500. Соответственно, мужчине при тяжёлом физическом труде на Севере необходимо гораздо более калорийное питание. Самым распространённым среди заключённых заболеванием была алиментарная дистрофия. В первые послевоенные годы крайне высок был показатель заболевших туберкулёзом лёгких. По официальным документам, к нормальному физическому труду были в среднем годны около трети заключённых, остальные были или пригодны только к лёгкому труду, или больны, или были инвалидами. Пригодных к лёгкому труду, тем не менее, зачастую ставили на нормальный или тяжёлый труд. Мотивировать заключённых к повышению производительности были призваны повышенный паёк и, позже, денежное вознаграждение. Но эти надбавки были так незначительны, что не могли компенсировать перенапряжения усилий и сопутствующего вреда ослабленным организмам. Всё же нередко чувство постоянного голода заставляло заключённых пытаться перевыполнить план. Единственным действенным мотиватором для заключённых стал указ Совета министров 1949 года, по которому для работников нефте-газовой промышленности перевыполнение плана сокращало срок заключения. Этот указ вызвал всплеск желания перевестись на тяжёлые работы и раскрытия рабочих специальностей теми заключёнными, которые их скрывали.
После начала войны во избежание потери квалифицированных кадров заключённым было запрещено покидать лагерь после отбытия срока. Кроме того, в Ухтижемлаг стали поступать трудмобилизованные из Среднеазиатского военного округа.

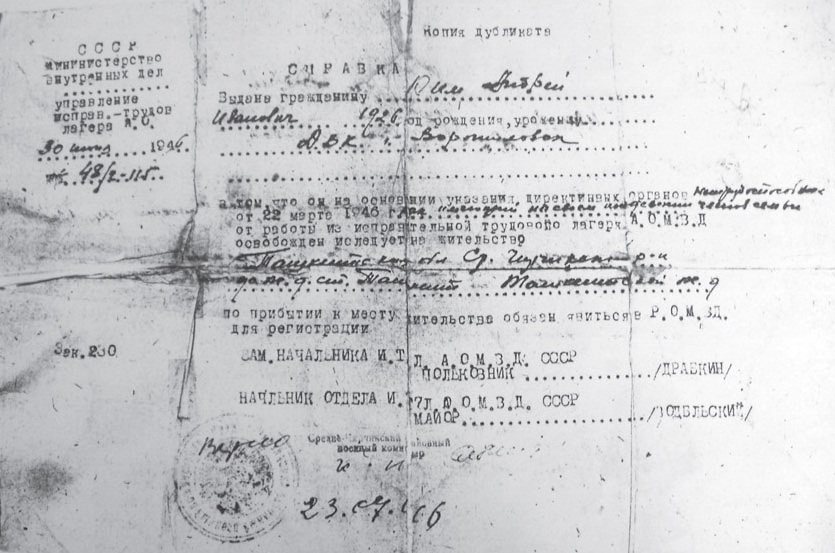
Справка об освобождении трудмобилизованного среднеазиатского корейца из Ухтижемлага. Выдана 30 июня 1946 года

Описание условий содержания в Ухтижемлаге в период войны противоречивы. В одних воспоминаниях трудмобилизованных корейцев указано, что они работали под конвоем, в зонах, огороженных колючей проволокой. Однако в других воспоминаниях утверждается, что такого содержания не было. Следовательно, различаются оценки исследователей. Например, исследовательница Л. Б. Хван писала (со ссылкой на опрошенных двух корейцев, работавших в Ухто-Ижемском лагере) про «запроволочную жизнь». Исследователь В. С. Хан в 2004 году опросил 4-х работавших в том же лагере корейцев — ни один из них не подтвердил наличие в лагере «особого режима». Так, опрошенный В. С. Ханом Ч. Угай сообщил, что по прибытии в Ухту корейцы действительно провели двое суток в перевалочном пункте, который представлял собой лагерь с заграждениями из колючей проволоки и с вышками с часовыми. Однако затем всех корейцев распределили по участкам, а Ч. Угай оказался на буровой, где все проживающие мобилизованные и заключенные (кроме рецидивистов, которых работали под конвоем) не охранялись, ходили в лес для сбора грибов и ягод, а также тащили картофель с соседних полей.
Трудмобилизованные вспоминали, что иногда непосредственное руководство осуществляли осужденные уголовники. Так В. Г. Пак сообщил в 2004 году, что на его участке Ухто-Ижемского лагеря проживали 200 человек (20 заключенных, 50 немок и 130 корейцев) и описал их положение так:

Руководили работами заключенные. И начальник участка, и прораб отрабатывали свой срок. Из охраны был только один сержант с погонами НКВД…
После победы угроза потери половины квалифицированных работников вынудило руководство Ухтижемлага просить Берию запретить освобождающимся заключённым покидать свои производства, а также восстановить северные льготы для вольнонаёмных работников, также стремившихся покинуть Коми. Окончание войны привело к нескольким волнам пополнения, в том числе за счёт прибалтов, которые за год до начала войны стали советскими гражданами, а потому теперь осуждались как изменники. Численность лагеря, на рубеже 1940—50-х годов стабильно составлявшая более 30 тысяч заключённых, стала быстро падать из-за амнистии после смерти Сталина — за 1953 год количество заключённых сократилось на 45 %. В середине 1955 года Ухтижемлаг, где оставалось менее 6 тысяч заключённых, был присоединён к Печорлагу.
Из крупных категорий заключённых Ухтижемлага исследователи отмечают: поляков, после начала войны переданных в армию; тысячи поволжских немок (мужчин отправляли на более тяжёлые работы в Севжелдорлаг), высланных из-за общей с врагом национальности; более 5 тысяч прибалтов после изгнания из Прибалтики немцев.

## Структура
| Номер ОЛП | Численность заключённых | Описание                                       |
| --------- | ----------------------- | ---------------------------------------------- |
| 1         | 1642                    | Ухта. Комендантский пункт                      |
| 2         | 1140                    | Строймонтажконтора                             |
| 3         | 1541                    | Нефтепромысел № 2                              |
| 4         | 1713                    | Ярега. Нефтепромысел № 3 им. Мороза            |
| 5         | 428                     | Асфальтитовый рудник                           |
| 6         | 1020                    | Ветлосян. Карьерное хозяйство                  |
| 7         | 467                     | Сангородок. Производство ширпотреба инвалидами |
| 9         | 204                     | Ухто-Ижемский водный промысел                  |
| 10        | 2099                    | Водный промысел                                |
| 11        | 2087                    | Строительство тракта Чибью — Крутая            |
| 12        | 1801                    | Сельхозотделение                               |
| 13        | 304                     | Кирпичный завод                                |
| 14        | 334                     | Ухта. Гужтранспорт                             |
| 15        | 623                     | Каменка. Разведочное бурение                   |
| 16        | 433                     | Югыд-Вож. Разведка                             |
| 17        | 790                     | Айкино и Княж-Погост. Логистика                |
| 18        | 328                     | Усть-Вымский район. Разведочное бурение        |

| Номер ОЛП | Численность заключённых | Описание                                                        |
| --------- | ----------------------- | --------------------------------------------------------------- |
| 1         | 1657                    | Комендантский пункт, хозяйство                                  |
| 2         | 1356                    | Ухта, размещение строителей                                     |
| 3         | 2037                    | Нефтепромысел № 2                                               |
| 4         | 2579                    | Нефтепромысел № 3                                               |
| 5         | 332                     | Асфальтитовый рудник                                            |
| 6         | 988                     | Строительство Верхне-Ижемского разведывательного района         |
| 7         |                         | Ветлосян. Производство ширпотреба инвалидами, лечебный комбинат |
| 8         | 225                     | Сангородок                                                      |
| 9         | 154                     | Усть-Ухта. Речной флот                                          |
| 10        | 3395                    | Водный промысел                                                 |
| 11        | 1084                    | Строительство тракта Чибью — Крутая                             |
| 12        | 1882                    | Сельхозотделение, 2 совхоза                                     |
| 13        | 370                     | Кирпичный завод № 2                                             |
| 14        |                         | Ухта. Автогужтранспорт                                          |
| 15        | 150                     | Строительство Цементстроя                                       |
| 16        | 224                     | Югыд-Вож. Разведка                                              |
| 17        | 562                     | Айкино и Княж-Погост. Логистика                                 |
| 18        |                         | Большие Пороги, Вымский разведрайон                             |
| 19        | 2273                    | Весёлый Кут. Дорстрой                                           |
|           | 2079                    | Лесхоз, 6 пунктов                                               |

### Верхижемлаг
В период с 17 ноября 1941 года по 7 июля 1942 года из состава Ухтижемлага был выделен Верхне-Ижемский лагерь или Верхижемлаг. Он представлял собой газопроизводство у Крутой. Верхижемлаг подчинялся ГУЛЖДС, возглавлял его Г. М. Ширшов. По плану, среднесписочная численность лагеря должна была составлять 5000 человек, но на пике — к 1 января 1942 года — составляла 4808 человек, после чего сокращалась. К 1 июля списочная численность составляла 4178 человек, из которых непосредственно на производстве были задействованы 2923 человек; остальные относились к хозяйственной обслуге, больным и отказникам. Списочного состава не было на сажевых заводах и в отделе общего снабжения, распределение рабочих по остальным лагерным пунктам было следующим: ОЛП-1 (газопромысел) — 1240 человек; ОЛП-2 (кирпичный завод) — 282 человека; ОЛП-6 (сельхоз) — 263 человека; ОЛП-7 (леспромхоз) — 460 человек; ОЛП-8 (дорожно-транспортное отделение) — 539 человек; ОЛП-9 (сангородок) — 442 человека; ОЛП-10 (строймонтажконтора) — 176 человек.

## Подчинение
- Главное управление лагерей и мест заключения (ГУЛАГ) с 10.05.38
- Управление топливной промышленности Народного комиссариата внутренних дел (УТП НКВД) с 26.02.41
- Главное управление лагерей горно-металлургических предприятий (ГУЛГМП) с 02.07.41
- Главное управление лагерей железнодорожного строительства (ГУЛЖДС) с 24.10.41
- ГУЛГМП с 05.10.43
- ГУЛАГ МЮ (Министерства юстиции) с 02.04.53
- ГУЛАГ МВД (Министерства внутренних дел) с 28.01.54

## Руководство
- Мороз (Иоссем-Мороз) Я. М. (с 10.05.1938 по август 1938), начальник — старший майор госбезопасности;
- Цесарский В. Е. (15.09.1938 — 09.12.1938), старший майор госбезопасности;
- Баламутов А. Д. (08.04.1939 — 08.05.1941), капитан госбезопасности;
- Бурдаков С. Н. (08.05.1941 — 21.02.1947), старший майор госбезопасности (комиссар госбезопасности, генерал-лейтенант);
- Карасёв И. А. (02.04.1947 — 14.06.1950), подполковник (полковник с 1947);
- Юдин Е. Я. (14.06.1950 — не ранее 15.03.1953), майор (инженер-подполковник, полковник);
- Мешков Н. М. (с 01.04.1953 — ?), и. о. начальника — подполковник интендантской службы;
- Гнедков М. П. (18.05.1953 — не ранее 24.10.1953), полковник в/с;
- Врадий И. И. (упом. 08.08.1953), врио начальника — генерал-лейтенант;
- Мешков Н. М. (18.09.1953 — 03.01.1956), и. о. начальника — подполковник интендантской службы;